# Jasaw Chan K'awiil II.
Hasau Čan Kauil II. bio je kralj majanskog grada Tikala, koji se danas nalazi u Gvatemali.
On je bio zadnji poznati vladar Tikala. Njegov jedini spomenik je jedna stela.
Njegov je prethodnik bio Dragulj Kauil.